# Bucculatrix copeuta
Bucculatrix copeuta är en fjärilsart som beskrevs av Edward Meyrick 1919. Bucculatrix copeuta ingår i släktet Bucculatrix och familjen kronmalar. Inga underarter finns listade i Catalogue of Life.